# Varsányi Tibor
Varsányi Tibor (Hajdúnánás, 1945. február 26. –) labdarúgó, csatár.

## Pályafutása
1960-as évek Győri Vasas ETO sikercsapatának a tagja volt. Részese volt a sorozatban háromszor magyar kupagyőzelmet szerző győri együttesnek 1965 és 1967 között. 1967-ben és 1973–74-ben a bajnokságban harmadik a csapattal.

## Sikerei, díjai
- Magyar bajnokság
  - 3.: 1967, 1973–74
- Magyar Kupa (MNK)
  - győztes: 1965, 1966, 1967
- Kupagyőztesek Európa-kupája (KEK)
  - negyeddöntős: 1966–67